# Hasan Ali
Hasan Ali (? - 1469) fou emir Qara Qoyunlu. El 1458, aprofitant l'absència del seu pare Jahan-Xah, es va revoltar però el 1459 fou derrotat i es va haver de sotmetre, sent empresonat. Va restar tancat fins a la mort del seu pare el 1467. Dels seus sis germans tres havien mort, un era cec i l'altra va morir al cap de poques setmanes. Els amirs el van alliberar i fou proclamat sultà, però durant unes setmanes s'havia produït un buit de poder que va permetre que a l'estiu del 1468 Uzun Hasan aconseguís dominar l'Azerbaidjan. Hasan Ali va cridar llavors en ajut als timúrides. Aquests eren conscients del buit de poder i esperaven recuperar recuperar l'Iran i, per tant, van atendre la crida de Hasan Ali. Abu Said va avançar des de Khurasan i va arribar fins a l'Iraq Adjemí; l'expedició fou organitzada amb molta pompa i detalls, fins i tot ja s'havien designat els governadors de les ciutats a conquerir, però militarment no estava ben preparada i a més el poble estava cansats de lluites; Abu Said va iniciar el camí sense esperar els carros que havien de portar els subministraments; la rereguarda fou atacada per desertors; alguns cossos que havien d'actuar encara no estaven organitzats. Abu Said, en veure que s'acostava l'hivern, es va endinsar a l'Azerbaidjan i decidir acampar per esperar l'arribada de nous contingents, establint els quarters d'hivern a Karabagh, prop de Mughan, on foren assetjats pels aq qoyunlu. Pel seu costat Hasan Ali va fer un intent contra aquests però fou derrotat decisivament per Uzun Hasan a Marand i es va haver de refugiar al campament timúrida. Abu Said fou fet presoner en un intent de sortida el gener del 1469 i executat al cap de poc per orde del timúrida Yadgar o Yadigar Muhammad, un vassall d'Uzun Hasan (febrer del 1469) per venjar la mort de la seva àvia per ordre d'Abu Said. Hasan Ali va fugir llavors a Hamadan on es va suïcidar l'abril de 1469 quan va veure que no podia eludir la captura. El va succeir el seu germà cec, Abu Yusuf Ibn Djahan Xa.